# La madonnina d'oro
La madonnina d'oro è un film del 1949 diretto da Luigi Carpentieri e Ladislao Vajda.
Girato in Italia in doppia versione italo/inglese e diretto da Luigi Carpentieri e Ladislao Vajda. La versione inglese è uscita nel 1950 col nome The Golden Madonna.
Era considerato un film perduto ed era nella lista dei 75 Most Wanted film della British Film Institute, ma successivamente è stato recuperato.

## Trama
Una giovane signora britannica che possiede una villa in Italia offende il villaggio dove vive buttando via un dipinto considerato protettore della comunità.
Per redimersi va alla ricerca del dipinto per cercare di recuperarlo.